# L'Ami (film, 2005)
Pour les articles homonymes, voir L'Ami.
Pour plus de détails, voir Fiche technique et Distribution.
L'Ami (en persan : با دوست, Bā doust) est un documentaire français réalisé par Sara Rastegar, sorti en 2005.

## Synopsis
La réalisatrice suit un vieux berger chanteur dans les montagnes du centre de l'Iran. 

## Fiche technique
- Photographie : Sara Rastegar
- Montage : David Zard et Sara Rastegar
- Production : Sara Rastegar
- Format : miniDV

## Distinctions
- Prix du Public : une mention spéciale au 27e Festival des trois continents
- Prix FIPRESCI au Festival Internacional de Cine Contemporáneo de la Ciudad de México
- 2006 : Prix du meilleur documentaire (ex æquo avec Grand-mère de Taimagura) au 20e Festival international de films de Fribourg
- Prix KODAK au festival du film des Diablerets, Suisse
- Prix du Jury au festival de Belo Horizonte, Brésil